# Alfred Ursprung
Alfred Ursprung (* 22. Dezember 1876 in Basel; † 21. April 1952 in Freiburg) war ein Schweizer Botaniker.

## Leben
Alfred Ursprung war ein Sohn des Basler Stadtgeometers Peter Ursprung und der Margaretha Ursprung, geborene Hartmann. 1911 heiratete er Lina Roesle, Tochter des Alexander Roesle, aus Säckingen.
Er studierte Mathematik und Physik in Basel und Strassburg und promovierte 1900 bei Andreas Franz Wilhelm Schimper zum Thema «Jahresringbildung bei tropischen Holzarten». Anschliessend ging er zur Universität Freiburg, wo er 1903 habilitiert wurde. Er war dort ab 1903 ausserordentlicher und ab 1907 ordentlicher Professor. Seine Forschungen beschäftigten sich vor allem mit dem Wasserhaushalt der Pflanzen und deren Wassertransport. Ursprung war Mitglied der Leopoldina und der Päpstlichen Akademie der Wissenschaften. 

## Ehrungen
1947: Ehrendoktorwürde der Universität Laval, Kanada.